# Остров мёртвых (фильм, 1945)
«Остров мёртвых» (англ. Isle of the Dead, 1945) — фильм ужасов. Действие фильма происходит на вымышленном острове, образ которого навеян одноимённой картиной Арно́льда Бёклина. В одном из кадров присутствует панорама острова, тождественная сюжетной композиции картины.

## Сюжет
1912 год. Балканская война. Греческий генерал Феридес приезжает на некий греческий остров (в фильме ему нет названия), чтобы посетить могилу своей жены. Но она разграблена вандалами. Когда генерал поселяется в доме антиквара Альбрехта, то узнает, что на острове бушует эпидемия. Постояльцы в доме антиквара «мрут как мухи» от болезни, похожей на чуму. Однако старуха Кира заявляет, что всему виной — привлекательная девушка Тэа, которую пожилая женщина считает варволокой-вампиром. Когда одна из постоялиц внезапно впадает в транс, её считают мертвой. Но это только временно. Ночью миссис Мэри Сент-Обин просыпается и в приступе сомнамбулизма убивает Киру. Генерал, подозревая Тэю в свершённом злодеянии, пытается её убить, но падает, сражённый болезнью. Миссис Сент-Обин срывается со скалы и погибает. Оставшиеся в живых персонажи благополучно покидают остров.

## Актёры
- Борис Карлофф — генерал Николас Феридес
- Эллен Дрю — Теа
- Марк Крамер — Оливер Дэвис
- Алан Напье — консул Сент-Обин
- Кэтерин Эмери — миссис Мэри Сент-Обин
- Хелен Тимиг — Кира
- Джейсон Робардс старший — Альбрехт
- Эрнст Дойч — доктор Дроссос
- Шерри Холл — полковник Кобестес
- Эрик Хэнсон — офицер
- Скелтон Кнаггс — Эндрю Роббинс (в титрах не указан)